# Wood Lake (Minnesota)
Wood Lake ist eine Kleinstadt (mit dem Status „City“) im Yellow Medicine County im Südwesten des US-amerikanischen Bundesstaates Minnesota. Das U.S. Census Bureau hat bei der Volkszählung 2020 eine Einwohnerzahl von 381 ermittelt.

## Geografie
Wood Lake liegt auf 44°39′10″ nördlicher Breite und 95°32′18″ westlicher Länge und erstreckt sich über 2,1 km². 
Benachbarte Orte von Wood Lake sind Granite Falls (18,3 km nördlich), Echo (13,7 km ostsüdöstlich), Vesta (25,4 km südöstlich), Cottonwood (15,6 km südwestlich) und Hanley Falls (10,1 km nordwestlich).
Die nächstgelegenen größeren Städte sind Minneapolis (218 km östlich), Minnesotas Hauptstadt Saint Paul (234 km in der gleichen Richtung), Rochester (287 km ostsüdöstlich), Sioux Falls in South Dakota (182 km südwestlich) und Fargo in North Dakota (304 km nordnordwestlich).

## Verkehr
Die Minnesota State Route 274 hat ihren südlichen Endpunkt am westlichen Ortsrand von Wood Lake. Alle weiteren Straßen sind untergeordnete Landstraßen, teils unbefestigte Fahrwege oder innerstädtische Verbindungsstraßen.
In Nordwest-Südost-Richtung verläuft eine Eisenbahnlinie der Minnesota Prairie Line durch das Zentrum von Wood Lake.
Der Granite Falls Municipal Airport befindet sich 14 km nördlich von Wood Lake. Der nächste Großflughafen ist der Minneapolis-Saint Paul International Airport (216 km östlich).

## Demografische Daten
Nach der Volkszählung im Jahr 2010 lebten in Wood Lake 439 Menschen in 181 Haushalten. Die Bevölkerungsdichte betrug 209 Einwohner pro Quadratkilometer. In den 181 Haushalten lebten statistisch je 2,43 Personen. 
Ethnisch betrachtet setzte sich die Bevölkerung zusammen aus 92,5 Prozent Weißen, 4,6 Prozent amerikanischen Ureinwohnern sowie 1,6 Prozent aus anderen ethnischen Gruppen; 1,4 Prozent stammten von zwei oder mehr Ethnien ab. Unabhängig von der ethnischen Zugehörigkeit waren 7,5 Prozent der Bevölkerung spanischer oder lateinamerikanischer Abstammung. 
24,4 Prozent der Bevölkerung waren unter 18 Jahre alt, 62,2 Prozent waren zwischen 18 und 64 und 13,4 Prozent waren 65 Jahre oder älter. 48,3 Prozent der Bevölkerung war weiblich.

Das mittlere jährliche Einkommen eines Haushalts lag bei 45.417 USD. Das Pro-Kopf-Einkommen betrug 23.702 USD. 12,7 Prozent der Einwohner lebten unterhalb der Armutsgrenze.